# Eustala photographica
Eustala photographica är en spindelart som beskrevs av Mello-Leitao 1944. Eustala photographica ingår i släktet Eustala och familjen hjulspindlar. Inga underarter finns listade i Catalogue of Life.